# Nationaal Bevrijdingsfront (Vietnam)
Het Nationaal Front voor de Bevrijding van Zuid-Vietnam (Vietnamees: Mặt Trận Giải Phóng Miền Nam Việt Nam), ook bekend als Nationaal Bevrijdingsfront en bij Amerikaanse soldaten als Vietcong (vaak afgekort tot VC, en volgens het NAVO-spellingsalfabet uitgesproken als Victor Charlie) was een communistische verzets- en guerrillagroep in Zuid-Vietnam ten tijde van de Vietnamoorlog.
De Vietcong is begonnen met infiltraties vanaf het einde van 1959 door de Vietminh. Dit gebeurde door naar Noord-Vietnam gevluchte Vietminh-strijders uit Zuid-Vietnam in speciale eenheden op te nemen en in Zuid-Vietnam te laten infiltreren. Zij verenigden de daar vechtende guerrillagroepen tegen de regering van Ngô Đình Diệm en vormden de Vietcong (Nationale Front voor de bevrijding van Vietnam).
De naam Vietcong is afgeleid van de Vietnamese benaming voor een communist (Việt Nam Cộng Sản).
De term Vietcong werd door het leger van de Verenigde Staten veelvuldig gebruikt en de term is zelfs vele jaren na het einde van de oorlog in Vietnam (1975) ruim bekend. De uitspraak is een eigen leven gaan leiden; de lettercombinatie "NG" wordt aan het einde van een woord uitgesproken als een "M". Men zou dus eigenlijk van Vietcom moeten spreken. Amerikaanse films hebben ertoe geleid dat het woord Vietcong precies zo wordt uitgesproken als het wordt geschreven.
De Amerikaanse soldaten dachten maar enkele maanden te moeten vechten, maar dat liep al snel uit op vele jaren.
Een van de redenen dat de VC de Amerikanen het hoofd kon bieden is de voor de Amerikanen verborgen gebleven ondergrondse tunnels. De bodem van zuidelijk Vietnam was namelijk zacht en kleiachtig en daarom kon men in het natte seizoen makkelijk tunnels graven die stabiel bleven en niet instortten. Het meest bekend is het tunnelcomplex van Củ Chi.
De tunnels konden een ingang hebben via een put of zelfs via een onzichtbare ingang via het water. Als er dan toch een gang werd blootgelegd, waren de guerrilla-strijders al lang verdwenen door een andere gang. Explosieven in de gangen gooien hielp niet vanwege de vele bochten en a.g.v. de deuren en watersloten in de gangen hielp het ook niet de tunnels vol gifgas te pompen. Het Amerikaanse leger maakte daarom gebruik van kleinere soldaten die opgeleid waren als tunnelsoldaten ("tunnelratten"). Dit was een gevaarlijke opdracht, omdat men nooit precies wist waar de Vietcongsoldaten zich in de gangen bevonden. Bovendien hadden de Vietnamezen deze tunnels voorzien van boobytraps.

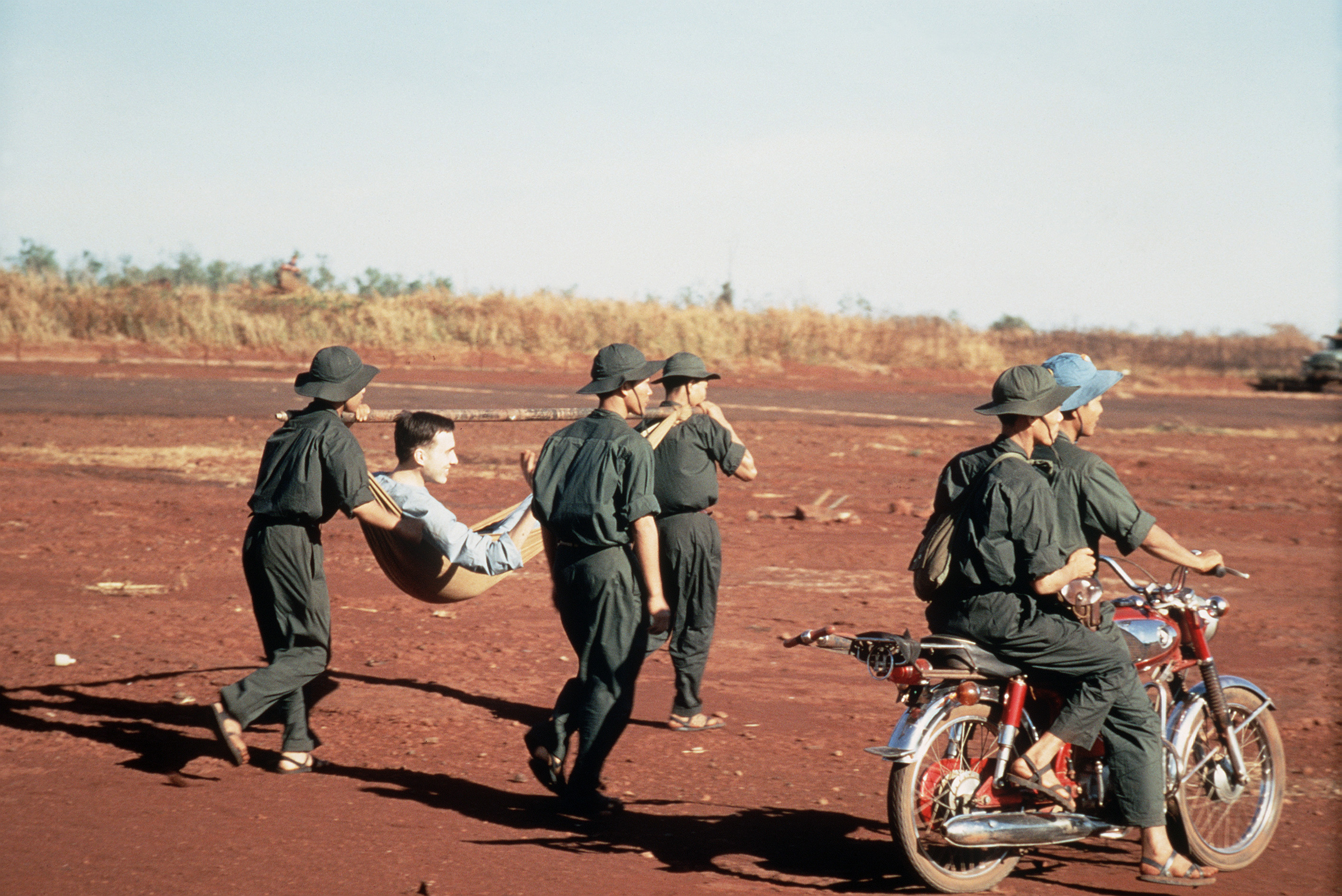
Vietcongleden dragen een doek met een Amerikaanse krijgsgevangene naar een uitwisselingspunt in ruil voor de vrijlating van een aantal Vietcongsoldaten en soldaten van het Noord-Vietnamese leger (1973).